# Efecte telenovel·la
L'efecte telenovel·la (també anomenat efecte soap opera) és la sensació que té l'espectador quan veu una pel·lícula a més FPS (fotogrames per segon) dels que són habituals. Generalment, les pel·lícules es reprodueixen a 24 fotogrames per segon, però hi ha casos en els quals les pel·lícules es reprodueixen a més fotogrames per segon (generalment 48FPS). Un dels casos més coneguts és la de la pel·lícula de "El hobbit", que va ser rodada a 48FPS (malgrat després en moltes sales es reduís la taxa de fotogrames a la meitat). En general, l'efecte telenovel·la resulta desagradable per al públic, perquè crea la sensació de que la pel·lícula hagi estat rodada amb una càmera de televisió o fins i tot amb una càmera de vídeo, creant certa sensació d'artificialitat. Els programes de televisió i les telenovel·les, generalment, estan rodades en vídeo i no en pel·lícula, per la qual cosa la seva taxa de fotogrames és major. Per això a aquest efecte se li diu efecte telenovel·la.

## L'efecte telenovel·la en les pantalles de televisió LCD
L'efecte telenovel·la es fa especialment evident en les pantalles LCD. Les pantalles LCD tenen dificultats per transmetre imatges en moviment, ja que normalment es veuen borroses i perden detalls. Per evitar això, les televisions augmenten la taxa de fotogrames per segon, mitjançant un sistema d'interpolació, que elabori nous fotogrames barrejant els ja existents. Aquests nous fotogrames són una barreja del fotograma anterior i del següent. Malgrat això soluciona el problema inicial de les imatges borroses, quan s'afegeixen fotogrames a una pel·lícula rodada originalment en 24FPS s'acaba creant una sensació d'artificialitat.